# Sukiennictwo

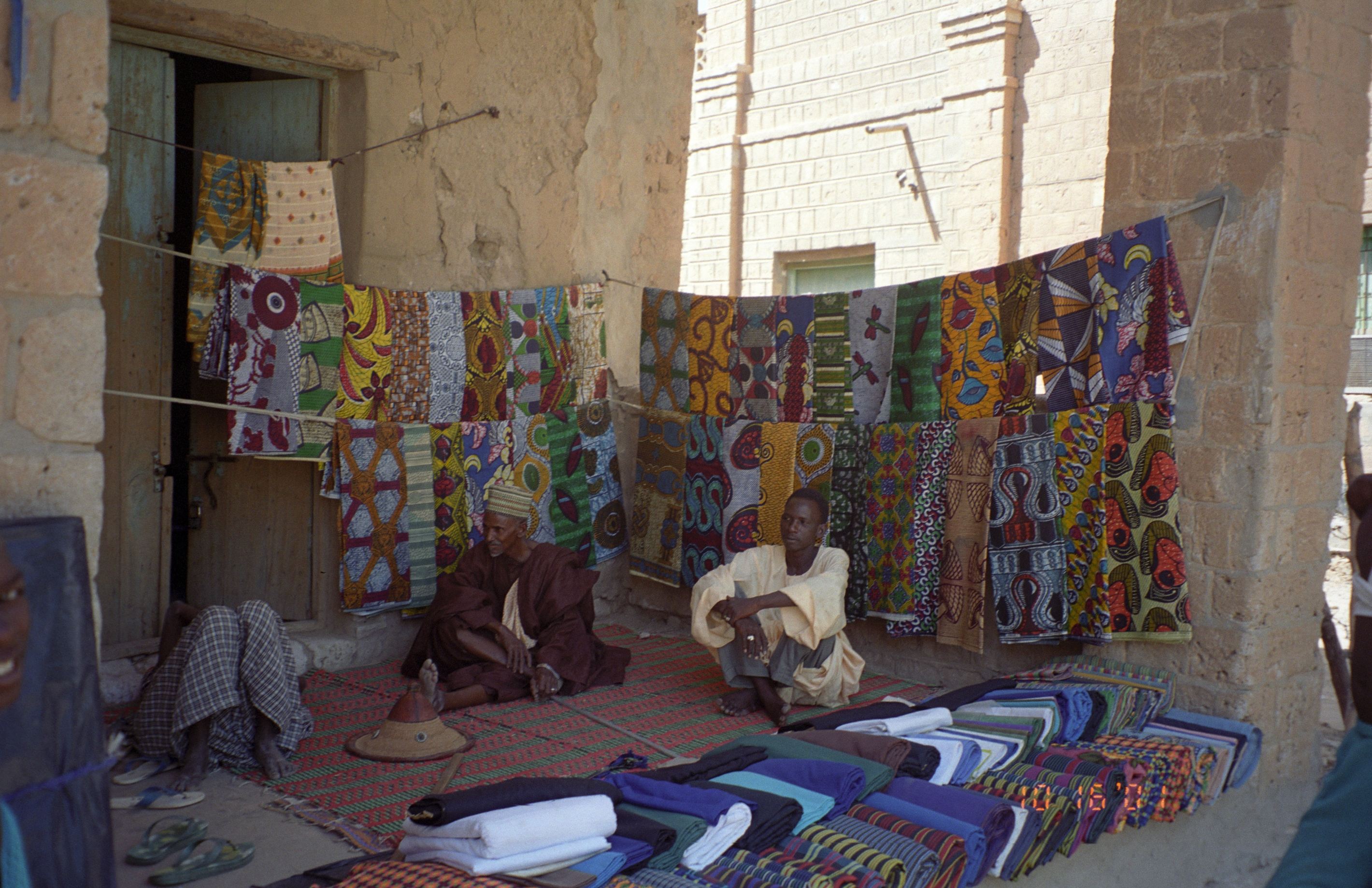
Sprzedawcy tkanin w Timbuktu, Mali

Sukiennictwo – gałąź rzemiosła zajmująca się przerobem wełny, wyrobem tkanin wełnianych; również gałąź handlu obejmująca obrót suknem. Osoba wykonująca zawód to sukiennik. Obiektem, w którym sprzedawano sukna, były sukiennice.